# Lasioderma redtenbacheri redtenbacheri
Lasioderma redtenbacheri redtenbacheri é uma subespécie de insetos coleópteros polífagos pertencente à família Anobiidae.
A autoridade científica da subespécie é Bach, tendo sido descrita no ano de 1852.
Trata-se de uma subespécie presente no território português.